# Francesco Usper
Francesco Usper   (Rovinj, 1 de novembre de 1561 - Venècia, 24 de febrer de 1641) fou un compositor i organista italià nascut a Rovigno, Istria (actual Rovinj, Croàcia). Es va instal·lar a Venècia abans de 1586 i està associat a la confraternitat "San Giovanni Evangelista" de Venècia. Va passar allà la major part de la seva vida, exercint d'organista, capellà, gerent de l'església contigua (el S. Salvador) i oficial d'administració. Usper va estudiar amb Andrea Gabrieli i aparentment es va convertir en un compositor força conegut; va col·laborar en la redacció d'una missa de Rèquiem (ara perduda) amb Giovanni Battista Grillo i Claudio Monteverdi pel gran duc Cosme II de Mèdici, i va exercir d'organista suplent a Sant Marc el 1622/23. Tot i que la seva música tendia al conservadorisme, demostra la seva capacitat de manejar amb habilitat, sensibilitat als estils instrumentals que apareixen a principis del segle xvii.